# Senatus

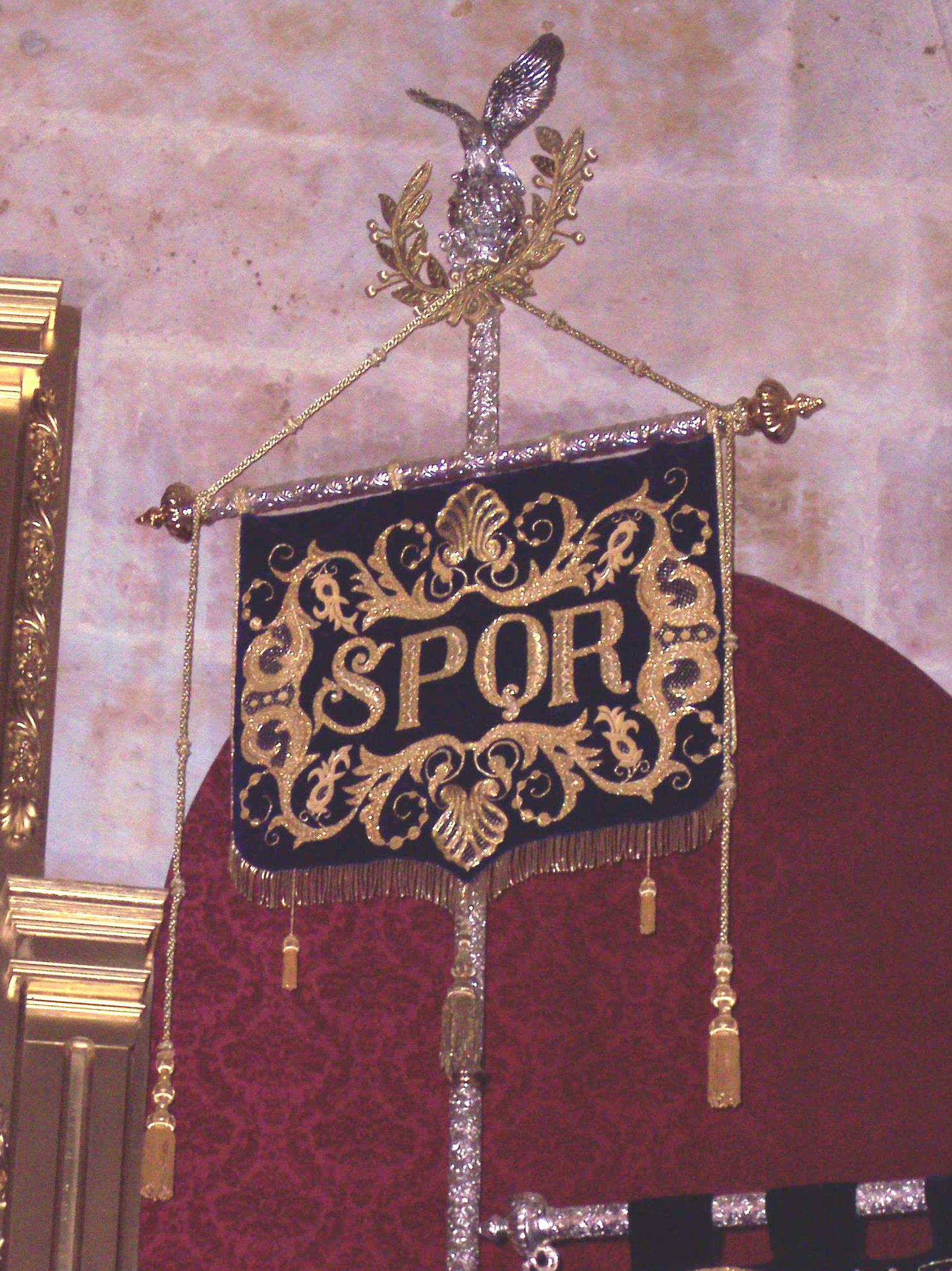
El senatus de la Hermandad Dominicana de Salamanca.

El senatus es el nombre con el que se conoce a un estandarte que utilizan algunas cofradías de penitencia en España en las procesiones de Semana Santa. Sirve para recordar la época del Imperio romano en la que transcurre la Pasión de Jesucristo. Lleva las letras SPQR, que son un acrónimo de la expresión latina Senatus populusque romanus (Senado y pueblo de Roma).

## Definición
El historiador Juan Carrero Rodríguez, en su Diccionario cofradiero define al senatus como:

Insignia de carácter pagano que solo usan las cofradías de penitencia, llevándose en la procesión en el cortejo donde figura un pasaje de Jesús en la Pasión. Está formado por un asta que lleva en la parte superior un pequeño lábaro con las siglas S.P.Q.R. (Senado del pueblo romano) y que se porta como recuerdo de que el drama del Calvario fue bajo el poder y el dominio de los romanos.

## Historia
La muerte de Jesús de Nazaret tuvo lugar en torno al año 33 d. C., cuando Roma controlaba Jerusalén. La población judía, liderada por el sanedrín, exigió con vehemencia a sus dominadores la muerte de Jesucristo, por hacerse llamar "Hijo de Dios". Los romanos, liderados en la región de Judea por Poncio Pilatos, accedieron a arrestar y condenar a Jesucristo, para evitar una revuelta judía contra el dominio romano.
Las legiones romanas usaban un estandarte con estas letras, SPQR, en referencia al poder de los romanos libres y del Senado.
Como parte de la recreación del relato evangélico que tiene lugar en la Semana Santa española, algunas hermandades optaron por incluir este estandarte en sus cortejos procesionales.